# Guanzhuang (socken i Kina, Shandong)
Guanzhuang (kinesiska: 官庄乡, 官庄) är en socken i Kina. Den ligger i provinsen Shandong, i den östra delen av landet, omkring 55 kilometer öster om provinshuvudstaden Jinan.
Genomsnittlig årsnederbörd är 818 millimeter. Den regnigaste månaden är juli, med i genomsnitt 300 mm nederbörd, och den torraste är januari, med 6 mm nederbörd.